# Metalink
Metalink es un formato de XML, usado por los gestores de descarga, que contienen el servidor y localizaciones para P2P de un archivo junto con las sumas de comprobación. Los clientes del Metalink ofrecen reanudar la descarga, descargando de múltiples fuentes (servidores y P2P) simultáneamente, y la verificación automática de la suma de comprobación, entre otras características.

## Clientes
- aMule: programa de intercambio P2P libre y multiplataforma (desde la versión 2.2.0).
- aria2: programa de consola para Unix y Windows.
- DownThemAll!: extensión de Firefox.
- FlashGot: extensión de Firefox.
- GetRight: para Windows.
- KGet: gestor de descargas libre para el entorno de escritorio KDE (desde la versión 2.0)
- Speed Download: disponible para Mac OS.
- wxDownload Fast: multiplataforma.